# Formiga-cobra
As formigas-cobras (Neoponera villosa) são formigas da subfamília dos poneríneos, de corpo afilado e coloração negra, cuja ferroada é extremamente dolorosa.
Também são conhecidas pelos nomes de beijo-de-moça, cachorro-magro, formiga-de-rabo, formiga-magra, formiga-seca e saracutinga.